# Туарези
Туарег (арап. طوارق‎) је назив који се користи за припаднике сродних берберских племена и народа који живе у западној и северној Африци.
Туарези су скоро 3.000 година, користећи припитомљавање камила, изградили номадско друштво на темељу транссахарске трговине између северноафричке обале и градова на јужним рубовима Сахаре. Крајем 19. и 20. века су пружали жесток, али не баш превише успешан отпор француским колонизаторима који су укинули њихову племенску организацију и битно утицали на њихов дотадашњи начин живота. Територија Туарега је после подељена између новонасталих независних држава - Нигера, Малија, Алжира, Буркине Фасо и Либије. Деведесетих година 20. века је то довело до крвавих оружаних сукоба између бораца за аутономију Туарега с једне, те нигерских и малијских трупа с друге стране. Ти су сукоби колико-толико смирени давањем аутономије, иако су године 2004. забележени у Нигеру.
Туареге често зову „Плавим народом“, јер воле да носе плаву одећу. По вери су сунитски муслимани, али им на религију доста утиче и древна пред-исламска традиција. Представљају један од ретких муслиманских народа где мушкарци уместо жена покривају лице.
Број Туарега је прилично тешко установити — помињу се бројке од око 100.000 до 3.000.000 — не само због номадског начина живота него и великих разлика међу појединачним племенима. Многи Туарези се разликују по расним особинама, па им је темељ заједничке националне свести у језику.